# NBA Europe Live Tour 2008.
NBA Europe Live Tour 2008. bio je ekshibicijski košarkaški događaj u kojem su sudjelovale samo momčadi NBA lige. Države domaćini ovog događaja bile su Engleska, Francuska, Njemačka i Španjolska. Vrijeme održavanja natjecanja bilo je od 9. listopada do 17. listopada 2008.
Četiri natjecateljske momčadi bile su:
- Miami Heat
- New Jersey Nets
- New Orleans Hornets
- Washington Wizards

## Utakmice
| 9. listopada 2008. | Izvještaj na NBA.com | New Jersey Nets | 100–98 | Miami Heat |  | Palais Omnisports de Paris-Bercy, Pariz |

| 12. listopada 2008. | Izvještaj na NBA.com | New Jersey Nets | 94–92 | Miami Heat |  | The O2 Arena, London |

| 14. listopada 2008. | Izvještaj na NBA.com | Washington Wizards | 80–96 | New Orleans Hornets |  | O2 World, Berlin |

| 17. listopada 2008. | Izvještaj na NBA.com | Washington Wizards | 80–102 | New Orleans Hornets |  | Palau Sant Jordi, Barcelona |

## Vanjske poveznice
- Službena stranica
- NBA Europe Live Tour 2008. na NBA.com